# Persea tomentosa
Persea tomentosa là loài thực vật có hoa trong họ Nguyệt quế. Loài này được (D. Don) Spreng. miêu tả khoa học đầu tiên năm 1827.